# El nuevo Nuevo Testamento
El nuevo Nuevo Testamento (en francés Le Tout Nouveau Testament) es una película  de 2015 coproducida por Bélgica, Luxemburgo y Francia dirigida y escrita por el cineasta belga Jaco Van Dormael en colaboración con Thomas Gunzig. 
La cinta fue presentada en el Festival de Cannes 2015 y ha sido nominada en diversos festivales.

## Sinopsis
Dios vive en Bruselas como un cínico y malicioso escritor que se dedica a fastidiar la vida de las personas. Ea, su hija de 10 años, aburrida e inconforme, decide reescribir el mundo comenzando por revelar a cada persona el tiempo que le resta de vida.